# Artieta
Artieta es una entidad local menor perteneciente al municipio de Valle de Mena, en la provincia de Burgos, Comunidad Autónoma de Castilla y León, en España. Cuenta con una población de 9 habitantes, según el INE de 2024.

## Toponimia
La etimología del nombre es claramente vasca, fruto de la proximidad de la localidad con el País Vasco y que en ella el euskera fue hablado hasta aproximadamente el siglo XVIII. Está compuesto por las voces vascas Art(h)e (encina), y el sufijo abundancial vasco -eta que indica pluralidad, por lo que el topónimo nos indica un encinar.

## Historia
Se desconoce la fecha de su fundación, pero su primera mención se produce en el censo de Floridablanca en 1787, que es nombrado como Lugar, a veces es encuadrado dentro del Valle de Mena y en otras ocasiones en el Valle de Tudela y Relloso, dentro del Partido de Laredo, que a su vez era uno de los catorce partidos pertenecientes a la Intendencia de Burgos, que existió entre 1785 y 1833. Debido a ello el pueblo tenía una doble jurisdicción. Por una parte su jurisdicción era de realengo, mientras que por la otra parte era de abadengo, en este sentido la titularidad recaía en la abadesa del Monasterio de Santa Clara en el municipio burgalés de Medina de Pomar. Cuando en el año 1833 cae el Antiguo Régimen, Artieta se incorpora al municipio de Valle de Tudela, que al desaparecer en 1845, hace que Artieta se acabe incorporando definitivamente al Valle de Mena. 
En el año 2001, el director cinematográfico Manuel Gutiérrez Aragón, eligió el pueblo como uno de los escenarios para la grabación de su película “Visionarios”, ambientada en unas apariciones religiosas durante los prolegómenos de la guerra civil española.

## Arquitectura
Los elementos más característicos de la arquitectura del pueblo son sus casas de indianos. Las casas fueron construidas durante los siglos XVIII y XIX. Los estilos de las casas son variados, la mayor parte están basadas en la casa cúbica menesa. Otros estilos, cuentan con elementos del arte neoclásica y algunas pocas evocan la arquitectura medieval. Otro edificio importante es la iglesia, de planta rectangular menesa.

## Demografía
| Gráfica de evolución de Artieta entre 2000 y 2020 |
|                                                   |